# Gustavé Schickelé
Jacques Marie Gustavé Schickelé, Gustav Schickele (ur. 11 maja 1875 w Montreux-Vieux, zm. 22 kwietnia 1927 w Bazylei) – francuski lekarz ginekolog, profesor ginekologii i położnictwa na Uniwersytecie w Strasburgu.
Studiował na Uniwersytecie w Strasburgu, był uczniem Freunda i Recklinghausena. Tytuł doktora nauk medycznych otrzymał w 1900. W latach 1906–1927 w klinice położniczej i ginekologicznej (od 1919 roku jako profesor).
Wspólnie z Hofmeisterem zajmował się endokrynną czynnością jajników.